# Occidental Life Building

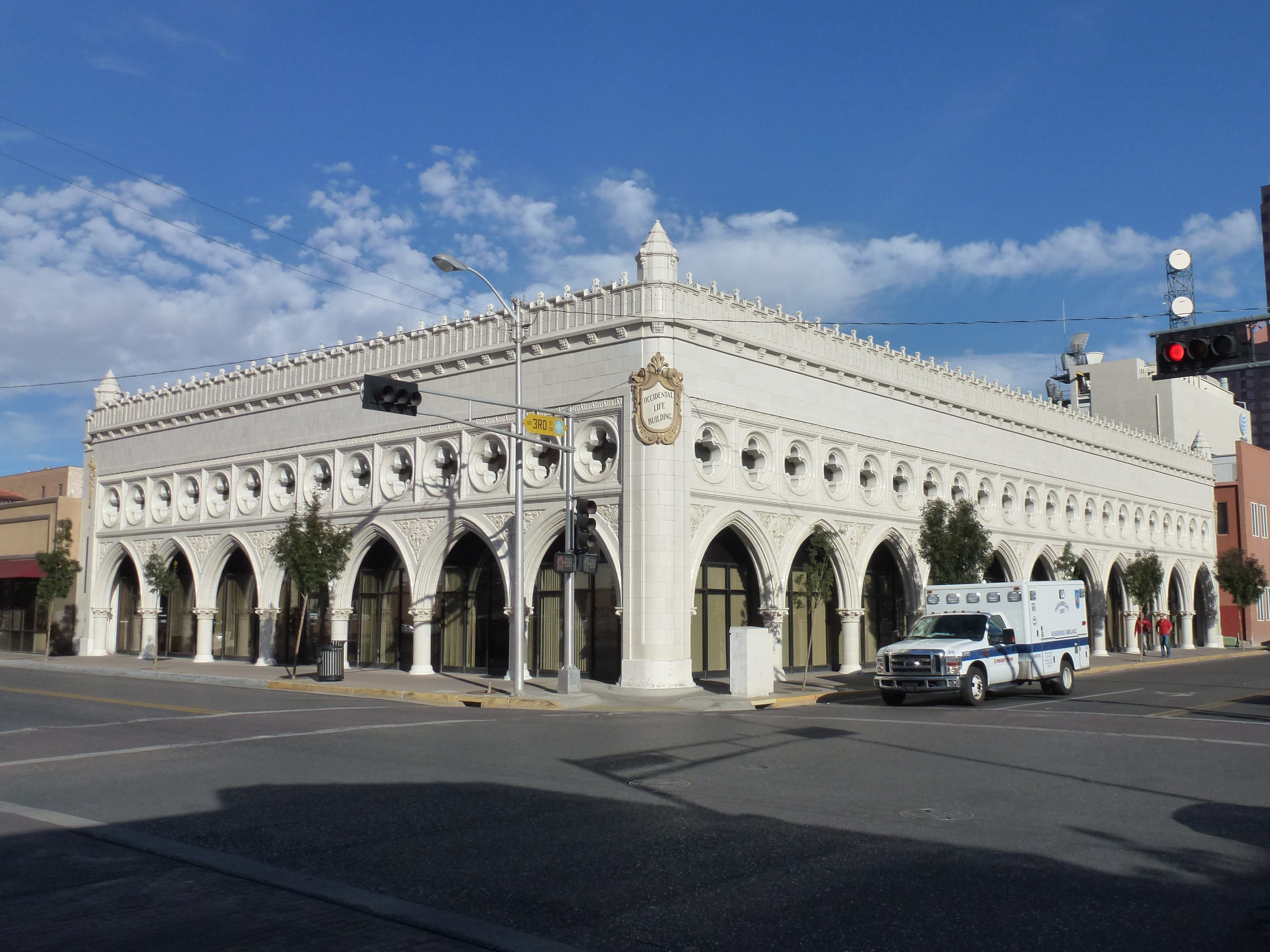
Das Occidental Life Building in Albuquerque

Das Occidental Life Building ist ein denkmalgeschütztes Bürogebäude in Albuquerque (Bernalillo County) im US-Bundesstaat New Mexico in den Vereinigten Staaten. Das Bauwerk wurde 1978 im National Register of Historic Places als historisches Denkmal aufgenommen.

## Geschichte
Das Occidental Life Building wurde im Auftrag der 1906 in Albuquerque gegründeten gleichnamigen Versicherungsgesellschaft an der nordwestlichen Ecke der Kreuzung Third Street und Gold Avenue, einen Block südlich der Hauptgeschäftsstraße in der Innenstadt von Albuquerque, errichtet. Die Eröffnung erfolgte am 1. August 1917. Der repräsentative Bau erfolgte nach einem Entwurf des Architekten Henry Charles Trost (1860–1933) im Stil der Neogotik nach dem Vorbild des Dogenpalastes in Venedig. Das Gebäude wurde in Mauerwerksbauweise errichtet und die Süd- und Ostfassade zu den beiden Straßenseiten hin weiß mit Terrakotta verkleidet, geliefert von der Denver Terra Cotta Tile Company, die auch Marmorarbeiten innerhalb des Gebäudes ausgeführt hat. Zu den Straßen hin erstreckt sich auch ein Arkadengang mit korinthischen Säulen, die mit Flachreliefs aus Terrakotta verziert sind. Über den Bögen befindet sich ein umlaufender Gürtel aus Vierpässen.
In den frühen Morgenstunden des 24. April 1933 zerstörte ein Brand das Innere des Gebäudes vollständig. Das vorspringende Gesims der Fassade wurde zerstört und die Maueroberseiten wurden durch das eingestürzte Dach beschädigt. Die Terrakottabögen blieben jedoch intakt. Die Occidental Life Insurance Company erwog, das Gebäude durch einen Neubau zu ersetzen, aber es wurde bereits kurz nach dem Brand nach Plänen von W. Miles Brittelle wieder aufgebaut. Die einzige sichtbare Änderung in der Fassade wurde in der Behandlung der Brüstung ausgeführt. Das vorspringende Gesims wurde ersetzt durch eine zinnenbewehrte Brüstung. Das Dach des Gebäudes wurde nach der Wiederherstellung von Stahlsäulen getragen, was die Umgestaltung des Innenraums ermöglicht hat. Das Gebäude beherbergt heute die Büros der Albuquerque Production Credit Association sowie der Albuquerque Title Company. Das Gebäude diente als Drehort in der ersten Staffel der TV-Serie Breaking Bad.